# 冊封体制
冊封体制（さくほうたいせい）とは、近代までの東アジアにおいて、中国の歴代王朝と周辺諸国・諸民族が形成した国際秩序のこと。称号・任命書・印章などの授受、つまり冊封（さくほう、さっぽう）を媒介として、「天子」と近隣の諸国・諸民族の長が取り結ぶ名目的な君臣関係（宗属関係／「宗主国」と「朝貢国」の関係）を理念上の中核とする。「天子」とは「天命を受けて、自国一国のみならず、近隣の諸国諸民族を支配・教化する使命を帯びた君主」のこと。

## 定義
冊封が宗主国側からの行為であるのに対し、「冊封国」の側は
- 「臣」の名義で「方物」（土地の産物）を献上
- 「正朔」を奉ずる（「天子」の元号と天子の制定した暦を使用すること）

などを行った。
「方物」は元旦に行われる「元会儀礼」において展示され、「天子」の徳の高さと広がり、献上国の「天子」に対する政治的従属を示した。「方物」の献上を「朝貢」といい、「朝貢」を行う使節を「朝貢使」と称する。朝貢使は指定された間隔（貢期）で、指定されたルート（貢道）を通り、指定された「方物」を「天子」に献上し、併せて天子の徳をたたえる文章を提出する。これを「職貢」と称する。宗主国と朝貢国の相互関係は、つづめて「封貢」と称された。

## 概要
冊封の原義は「冊（文書）を授けて封建する」という意味であり、封建とほぼ同義である。
冊封を受けた国の君主は、王や侯といった中国の爵号を授かり、中国皇帝と君臣関係を結ぶ。この冊封によって中国皇帝の（形式的ではあるが）臣下となった君主の国のことを冊封国という。このようにして成立した冊封関係では、一般に冊封国の君主号は一定の土地あるいは民族概念と結びついた「地域名（あるいは民族名）＋爵号」という形式をとっており、このことは冊封が封建概念に基づいていることを示しているとともに、これらの君主は冊封された領域内で基本的に自治あるいは自立を認められていたことを示している。したがって、冊封関係を結んだからといって、それがそのまま中国の領土となったという意味ではない。冊封国の君主の臣下たちは、あくまで君主の臣下であって、中国皇帝とは関係を持たない。冊封関係はこの意味で外交関係であり、中華帝国を中心に外交秩序を形成するものであった。
冊封国には毎年の朝貢、中国の元号・暦（正朔）を使用することなどが義務付けられ、中国から出兵を命令されることもあるが、その逆に冊封国が攻撃を受けた場合は中国に対して救援を求めることができる。
ただし、これら冊封国の義務は多くが理念的なものであり、これを逐一遵守する方がむしろ例外である。例えば、朝貢の頻度は、冊封国側の事情によってこれが左右される傾向が見られる。正朔についても、中国向けの外交文書ではこれを遵守するが、国内向けには独自の年号・暦を使うことが多い。またこれら冊封国の違約については、中国王朝側もその他に実利的な理由がない限りは、これをわざわざ咎めるようなことをしないのが通例であった。
冊封が行われる中国側の理由には、華夷思想・王化思想が密接に関わっている。華夷思想は世界を「文明」と「非文明」に分ける文明思想である。中国を文化の高い華（＝文明）であるとし、周辺部は礼を知らない夷狄（＝非文明）として、峻別する思想である。これに対して王化思想は、それら夷狄が中国皇帝の徳を慕い、礼を受け入れるならば、華の一員となることができるという思想である。つまり夷狄である周辺国は、冊封を受けることによって華の一員となり、その数が多いということは皇帝の徳が高い証になるのである。また実利的な理由として、その地方の安定がある。
冊封国側の理由としては、中国からの軍事的圧力を回避できることや、中国の権威を背景として周辺に対して有利な地位を築けること、また、当時は朝貢しない外国との貿易は原則認めなかった中国との貿易で莫大な利益を生むことができる、などがあった。また、冊封国にとっては冊封国家同士の貿易関係も密にできるという効果もあった。なお朝貢自体は冊封を受けなくとも行うことができ、この場合は「蕃客」（蕃夷の客）という扱いになる。また時代が下ると、朝貢以外の交易である互市も行われるようになり、これら冊封を受けないで交易のみを行う国を互市国と呼ぶようになる。
冊封の最も早い事例としては前漢初期に南越国・衛氏朝鮮がそれぞれ南越王、朝鮮王に冊封されたことが挙げられる。その後、時代によって推移し、清代にはインド以東の国ではムガル帝国と鎖国体制下の日本を除いて冊封を受けていた。

## 「冊封」を媒介とした「天子」と周辺諸国・諸民族の外交の歴史

### 周〜漢と近隣諸国・諸民族

#### 委奴王国
倭国が後漢と外交交渉をもったのは、以下の史料が示すように倭奴国王が後漢の光武帝に朝貢したのが始まりである。『後漢書』東夷伝によれば、建武中元2年（57年）後漢の光武帝に倭奴国が使して、光武帝により、倭奴国が冊封され印綬漢委奴国王印を与えられたという。

#### 朝鮮半島
朝鮮半島では、中国から朝鮮半島を経由して日本列島にいたる交易路ぞいに、中国系商人の寄港地が都市へと成長していく現象がみられた。戦国時代、燕は「朝鮮」（朝鮮半島北部）、真番（朝鮮半島南部）を「略属」させ、要地に砦を築いて官吏を駐在させ、中国商人の権益を保護していた。秦代は遼東郡の保護下にあった。秦末漢初の混乱の中、復活した燕国は官吏と駐屯軍を中部・南部（清川江以南）から撤退させた。紀元前197年、漢王朝は燕国を大幅に縮小して遼東郡を直轄化したが、その際、燕人の衛満が清川江を南にこえ、仲間ともに中国人・元住民の連合政権を樹立した。漢の遼東大守は皇帝の裁可をえてこの政権を承認し、朝鮮王国が成立した。

#### 南越王国
中国南部から東南アジアにいたる交易ルートは、戦国時代、楚が掌握していたが、秦にいたり、百越とよばれた原住民を征服し、桂林郡（広西）、南海郡（広東）、象郡（ベトナム北部）の3郡を置いた。秦末の混乱期、南海郡の司令官趙佗はこの3郡を押さえて独立政権を樹立し、南越王と自称した。漢は建国初期、趙佗の政権を承認し、「南越王」の称号も認めた。

### 三国〜南北朝と近隣諸国・諸民族

#### 倭王国
魏の皇帝は制書を発して卑弥呼に下賜品を与えるとともに、卑弥呼を「親魏倭王」に任じてその証である金印を与えた。

### 隋・唐と近隣諸国・諸民族
唐の帝国秩序
1. 貢賦（調庸物・貢献物）と版籍（地図と戸籍）とを定期的に中央政府に納入する内地諸州（10道315州県）
2. 王朝に服属した蕃夷が貢賦（調庸物・貢献物）と版籍（地図と戸籍）を不定期に納入し、長官を世襲する羈縻諸州（800州府）
  - 突厥・契丹・奚・渤海・回鶻・堅昆・突騎施
3. 王朝から冊封を受けて中華秩序に組み込まれ貢献を定期的に行う蕃夷
  - 靺鞨・吐蕃・室韋・新羅・南詔・吐火羅諸国
4. 貢物のみを不定期に朝貢する遠夷（入蕃）
  - 日本・林邑・扶南

### 宋・元・明と近隣諸国・諸民族

#### 朝鮮国王
冊封を通じて政権の正当性への認証を獲得するという朝鮮の意図が、時には中国に利用されることもあり、明の太祖の家訓には、朝鮮が中国から冊封を獲得することが朝鮮の国内支配にとって重要であることを認識していたことが記載されている。明代には「朝鮮は中国の寵愛を恃むにあらざれば、則ち以てその臣民とせしむなし」、清代には「みなその国弱臣強により、もし我が朝の護持にあらざれば、几ど簒窃を経るを知らず」という記載は、この事例を説明するものである。
李栄薫は、「王が交替するときには天子から冊封を受けるのですが、それは朝鮮の王が享受する揺るぎない権威の土台でした。その代価として李朝は年に四、五回、中国に朝貢のための使節団を派遣しました。李朝が自主独立し繁栄を謳歌できたのは、ほかでもない、このような中華帝国の国際秩序の中でのことでした。今日とは大いに異なる国際秩序の、このような逆説をきちんと理解できなければ、李朝の歴史を完全に理解することはできません。前章で紹介した箕子正統説は、そのような国際秩序に裏打ちされた歴史観です」と指摘している。

#### 日本王国
- 日本の征夷大将軍足利義満が明に朝貢、「日本国王」の称号を獲得し、中華皇帝に臣従する外臣として認知され、華夷秩序における国王として承認された[12]。

#### 琉球王国
- 琉球の中山察度王が明に朝貢、次いで南山王、北山王も朝貢し、朝貢貿易が始まる。

### 清と近隣諸国・諸民族
- 琉球王国は日本による琉球処分、琉球藩設置に際しても清に朝貢を続けるが最終的に尚泰王が追放され王国は滅亡、沖縄県設置に至り朝貢関係は廃止となる。

史上最後の朝貢使はネパールから清朝に派遣されたもので、
- 光緒32年（1906年） - 6月1日付で「稟」を送り、「朝貢品」を携えて「陽布」（カトマンズ）を発足したことを清朝に通知。
- 光緒33年（1907年） - ラサに駐紮している清蔵大臣聯豫は正月16日付で北京に報告[13]。同年、ネパールの朝貢使、北京入り。
- 光緒34年（1908年） - 8月16日、北京を出立[14]。
- 宣統元年（1909年） - 7月27日、チベットに到着。同年12月11日、チベットを発って帰国[15]。
- 宣統2年（1910年） - 四川総督趙爾豊、蜀軍を率いて1905年から四川の西隣に隣接するチベット諸侯（土司）たちの征服に着手していたのがついにラサまで到達。チベット政府ガンデンポタンとラサを占領した蜀軍の双方から情報収集したネパール王、蜀軍に援軍を申し出る。同年夏、皇帝名義で、ネパール王の恭順な姿勢はほめるべきものだが、援軍は不要とコメント[16]。
- 宣統3年（1911年） - ネパールの貢期は「五年一貢」であるが、次の朝貢使がチベットから四川省経由で中国入りを目指した。その途上、清朝からの独立を目指すチベット軍と、このとき四川からラサまでのルートを制圧していた蜀軍（四川省）との戦闘が勃発、巻き込まれたネパールの朝貢使が立ち往生している間に、1912年に清朝は滅亡した。

## 冊封体制をめぐる学説と批判

### 定義
冊封体制とは東アジアの国際外交関係であり、宗主国側の行為である「冊封」の語を用いて「冊封体制」というものを生じた。「東アジア世界」を特徴付けるものは漢字・儒教・仏教・律令制の四者であるとし、これらの文化が伝播できたのも冊封体制がある程度の貢献をしていると見ている。そのため冊封体制論は基本的に政治構造論であるが、文化論の趣きを得ることにもなる。「東アジア世界」の範囲は漢字文化圏にほぼ合致し、含まれる国は現在の区分で言えば、中国・朝鮮・日本・ベトナムであり、「東アジア世界」の中心にかけられる「網」が冊封体制であるとしている。このように当初は「東アジア世界」を説明するためのものであった冊封体制はその後、唐滅亡後にも拡大され、清代のように明らかに東アジア世界と冊封体制の範囲とが異なる時代にまで一定の言及をしている。
日本での研究家としては、前田直典と西嶋定生が唐滅亡後の東アジア諸国の大変動に目をつけ、東アジア諸国の間に相互連関関係があると提唱していた（「東アジヤに於ける古代の終末」1948年）。しかしこの前田論に於いては、そういった連関関係を作っている要因に付いては言及されないままであった。それに対して西嶋冊封体制論は冊封に着目することによってこれに一定の回答を与え、「東アジア世界」という「その中で完結した世界」の存在を提唱するに至った。この概念は「六-八世紀の東アジア」（1962年）にて提唱され、単独の冊封を指したものではなく、冊封によって作られる中国を中心とした国際関係秩序のことである。以下、両方学者の「冊封体制」論による各時代の展開を記す。特に注記しない限り『西嶋定東アジア史論集第三巻』を主点として記述されたものである。

### 冊封体制の始まり

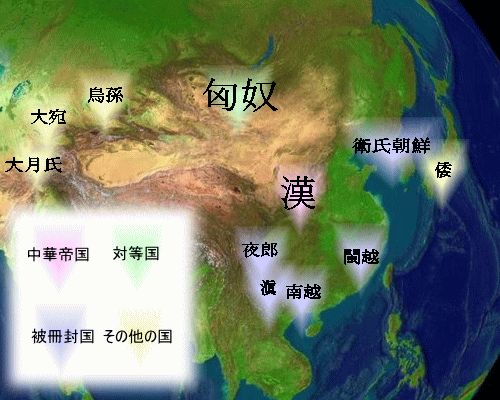
武帝時代初期の漢の国際関係
この時代の冊封関係は結局、有力な被冊封国を漢王朝が併呑することで解体された

周王朝では頂点である王がその下の諸侯に対して一定の封地を分割して与え、その領有を認める封建制が行われていた。その後の春秋戦国時代にはその形態が崩れ、再統一をした秦では封建制を否定する形で皇帝が天下の全ての土地を直接支配し、例外を認めない郡県制が行われた。
全ての土地を直接支配するというのはもちろん理念上の話であり、現実には匈奴を始めとして秦の支配に従わない周辺民族が多数存在した。しかしこの理念がある限りはこれら周辺民族に対しては征服するか無視するかのいずれかしか無くなり、国際関係の発生のしようが無かった。
秦に取って代わった漢では郡県支配をする地域と皇族を封建して「国」を作らせて統治させる地域に分ける郡国制を行った。この郡国制が登場したことにより、周辺民族の「国」もまた中国の内部の「国」として中国の「天下全てを支配する」という思想と矛盾無く存在できるようになるのである。
冊封の事例の始めとして、衛氏朝鮮に対するものと南越国に対するものが挙げられる。この2国はそれぞれ漢より「朝鮮王」・「南越王」の冊封を受け、漢の藩国となったのである。
両国は武帝の治世時に滅ぼされ、朝鮮の土地には楽浪郡・玄菟郡・真番郡・臨屯郡の漢四郡が、南越の土地には南海郡・交阯郡などが置かれ、漢の郡県支配の元に服すようになり、冊封体制も一旦は消滅する。
一方、武帝の治世時より儒教の勢力が拡大し始め、前漢末から後漢初期にかけて支配的地位を確立する。この影響により華夷思想・王化思想もまた影響力を強め、冊封が匈奴・高句麗などの周辺国に対して行われるようになり、再び冊封体制が形成され始める。この時期、倭の奴国の王が後漢・光武帝より「漢倭奴国王」の爵号を受けている（57年）。

### 冊封体制の完成

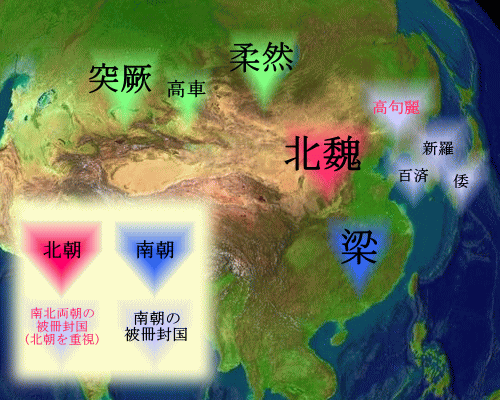
6世紀前半の東アジア国際関係
倭は5世紀しきりに南朝に通交したが、6世紀になると南朝との関係は502年に記事があるのを最後に途絶える。高句麗は南北両朝に遣使していたが、北朝との通交頻度が高まった。百済・新羅も6世紀後半には北朝を重視するようになり、北朝に通交するようになる

後漢滅亡後、中国は長い分裂時代を迎える。その一方、日本列島に於いては、239年?にいわゆる邪馬台国の卑弥呼が魏に対して使者を送り親魏倭王の爵号を受け、また朝鮮半島に於いては、4世紀半ばに百済・新羅が興るなど周辺諸国の成熟が進み、冊封体制の完成へと進んでいく。
五胡十六国時代には高句麗が前燕により征服されて冊封を受けるようになり、前燕を滅ぼした前秦に対しても朝貢した。新羅もまた高句麗にしたがって前秦に対して朝貢した。一方、二国への対抗上、百済は東晋に対して朝貢し、冊封を受けている。
南北朝時代に入ると、朝鮮三国は南朝から冊封を受け、倭もいわゆる倭の五王が南朝より冊封を受けた。この時期、百済は倭の影響下、新羅は倭の支配下にあり、中華秩序下での支配権を得ようと南朝の宋から承認を得るため自ら冊封を受けた。新羅については承認されたが、百済は既に宋の冊封国であり倭の百済支配が承認される事はなかった。高句麗は北朝の北魏に対しても入朝し冊封を受け、百済に対抗する姿勢を見せた。一方百済もまた高句麗に対抗して北魏に朝貢している。
この後、北朝・南朝それぞれを頂点とする二元的な冊封体制が成立し、この時代が東アジア世界および冊封体制の完成期と見られる。

### 冊封体制の全盛
二元的な冊封体制は、589年に中国を統一した隋によって一元的なものへ纏められた。
高句麗・百済は隋成立の581年すぐに隋の冊封を受けたが、新羅はすぐには冊封を受けず、594年になって初めて隋の冊封を受ける。一方、高句麗は585年からは隋と対立する陳に対して朝貢するようになり、隋が陳を滅ぼした後も隋に対する朝貢を怠り、さらには隋領内に侵入する事件まで起きる。
これに激怒した文帝は高句麗に対する遠征軍を起こす。この軍は苦戦し、撤退を余儀なくされるが、高句麗が謝罪したことで高句麗の罪を赦した。しかし高句麗はなお朝貢を怠り、文帝に代わって煬帝が立った後の607年には突厥と結んで、隋に対抗する姿勢を見せた。煬帝はこれに対して二百万と号する大遠征軍（隋の高句麗遠征）を起こすが、3度とも失敗に終わり、隋滅亡の主要因となった。

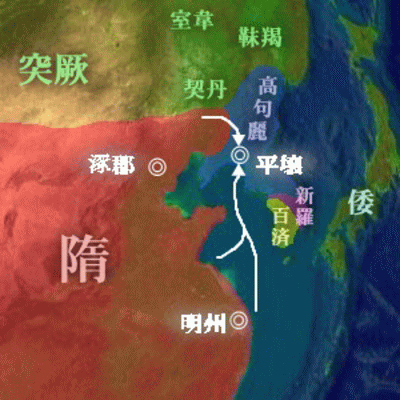
隋の高句麗遠征（隋の高句麗遠征）
高句麗が隋の敵突厥と結ぶ様子を見せたため、隋は高句麗の藩属国としての非礼を責めてこれを攻撃した

他方、中国王朝との接触を行っていなかった倭国は、隋に対して遣隋使を送るようになる。この際煬帝に対して「日出處天子致書日沒處天子無恙云云」（『隋書』卷八十一 列傳第四十六 東夷 俀國）で始まる国書を送ったことが知られているが、これは、当時台頭し始めた俀國なりの大国意識に基づく、冊封体制への忌避感の表明と見られている。また、唐使の高表仁が倭国王（中国の史書のうち『旧唐書』は舒明天皇5年1月26日（633年）「與王子爭禮 不宣朝命而還」とし王子とする）と礼を争い帰国するなどした。ただしこの時期の倭国もまた東アジア世界の一員であり、「冊封体制の外部」にあったとしても、主に政治制度の確立という点で中国王朝からの影響は大きかった。
隋が滅び、唐が成立すると、624年に朝鮮三国は唐の冊封を受けた。しかし高句麗で淵蓋蘇文による権力奪取が起きるとこれを理由として2代太宗は高句麗遠征（唐の高句麗出兵）を開始するが、この遠征は再び失敗に終わる。
その過程で唐と新羅との関係が密になり（唐・新羅の同盟）、660年、唐は百済と戦争中の新羅からの救援要請に応じて兵を送り、百済を滅ぼした。その後も連合は維持され、668年には高句麗を滅ぼした。更に百済遺民の要請を受けて出兵した倭との白村江の戦いにも勝利する。
しかし新羅は2国の旧領が唐の郡県支配に置かれることを不快に思い、これに攻撃（唐・新羅戦争）を仕掛けて朝鮮半島を統一するに至った。唐は当然これに怒り、新羅の王号を剥奪し討伐軍を送るが失敗に終わり、最終的に新羅が謝罪して入朝するという形式をとることで和解し、拡大した支配領域を維持したまま再び新羅は冊封を受ける。以後、新羅と唐は冊封体制の中でも最も強固な関係となる。 
一方、高句麗の遺民たちは北に逃れ、震国を建国した。唐は初めこれに対して討伐軍を送ったものの713年には王の大祚栄を渤海郡王に冊封する。震国はこれにより渤海と呼ばれるようになり、唐の冊封体制に入った。
また白村江の戦いに敗れた倭国では、大宝2年（702年）第8次以降の遣唐使により唐との関係修復を試み、これを朝貢の形式で行っているが冊封を受けることはなかった。
唐の隆盛とともに冊封体制も安定期を迎え、冊封体制を通じて各国に唐文化が伝えられた。各国では唐の制度を模した律令制が採り入れられた。

### 冊封体制の崩壊と再生
冊封体制の安定も唐の衰退と共に揺らぎを見せ、唐滅亡によって冊封体制のみならず東アジア世界が崩壊することになる。
五代十国時代の後、中国を統一した宋（北宋・南宋）では遼や金などに対して対等更に臣下としての礼を取らなければならなくなり、冊封体制の中心とは到底なりえなかった。
その一方で宋代・元代を通じて中国を中心とした交易網が飛躍的に発展しており、これが以後の冊封体制の再生に大きな役割を果たす。
洪武帝が元を北に追いやり（北元）、明が成立すると冊封体制と東アジア世界が再生される。朝鮮半島に於いては高麗に代わって李氏朝鮮が興り、明の冊封を受けて朝鮮王とされた。
この頃の日本では、朝廷が分裂した南北朝時代という特殊な状況もあり、南朝の征西将軍であった懐良親王が、明からの倭寇鎮圧の要請を機に、北朝に対し自勢力の正統性を主張するため日本国王として冊封を受けている。また後に北朝室町幕府3代将軍の足利義満も、明との貿易による利益を得るため、同じく日本国王として冊封を受けている。明は当初、義満の資格について天皇の陪臣に過ぎないとして通行を拒んだものの、国情を脅かす倭寇の鎮圧を、権力基盤を確立した義満に期待して妥協し、最終的には、位階上天皇との封建的関係性が明白な准三后を称する義満と関係を結んだ。以降日明間で勘合貿易が行われることとなったが、これは朝貢の形式をとっていたため、日本の体面を汚すとして4代将軍義持によって中断される。しかし幕府の財政状況の悪化を考慮した6代将軍義教によって再開され、1549年、13代将軍義輝の代まで続けられた。室町幕府の得た利益、即ち明の支出は多大であり、これには倭寇鎮圧の見返りという性格があったと見られている。
なお、日本では懐良親王が明の太祖からの朝貢を促す書簡を無礼と見なし、使者を斬り捨てたことに表れるように、中華中心の華夷観を否定し対等外交を志向する向きが強かった。南朝・北朝および室町幕府いずれも天皇は冊封を受けておらず、前者は天皇の尊厳を傷付けることなく、国内政治に利用し得る「日本国王」の称号を得るため、後者は、実権を握り、天皇に代替する立場としての「日本国王」になるためという思惑が、それぞれ指摘される。
明滅亡後、清代には冊封体制の範囲は北アジア・東南アジアなどに大きく広がり、インド以東ではムガル帝国と鎖国体制下の日本のみが冊封体制に入らなかった。
また冊封の称号の違いについて、身内と目される国は『王』、化外の国は『国王』と使い分けられている。皇帝からの書状についても違いがあり、北元・吐蕃には「皇帝問」、その他には「皇帝勅」としている。

### 冊封体制の終焉
大きく広がった冊封体制の崩壊が始まるのは、19世紀、西欧列強の進出によってである。
清国はアヘン戦争での敗北により、条約体制に参加せざるを得なくなり、更にはベトナムの阮朝が清仏戦争の結果、フランスの植民地となる。この時点でも、未だに清朝はこれらを冊封国に対する恩恵として認識（あるいは曲解）していた。しかし、1895年、日清戦争で日本に敗北し、日本は下関条約によって清朝最後の冊封国であった朝鮮を独立国と認めさせ、ついに冊封体制が完全に崩壊することとなった。

### 批判
西嶋冊封体制論に対して、早くも同じ『岩波講座日本歴史』シリーズの5巻に於いて旗田巍が、当時の新羅・渤海・日本を比較することによって当時の東アジア世界に構造的な物は存在しないと結論付けた。
これに対して堀敏一は、旗田説を批判する形で、当時の東アジア世界に構造的な物は存在すると述べた。しかしあたかも唐の国際関係が冊封体制によってどの民族に対しても画一的に存在するかのような西嶋の論には反対し、突厥・吐蕃のような北・西に対する政策として羈縻政策や和蕃公主の降嫁なども視野に入れて、総合的な唐の異民族対策としてみるべきであると述べた。
杉山清彦は、「冊封体制論」は日本対外関係史、中央ユーラシア史、東南アジア史の研究進展により修正が迫られている、と指摘しており、「冊封体制論」の問題点を以下指摘している。
1. 朝貢 - 冊封は単なる外交手続きにすぎず、実際の支配・従属関係を意味するものではない。
2. 冊封関係が恒常的にカバーした範囲は極めて狭く、継続的に朝貢 - 冊封関係下に包摂されたのは朝鮮・ベトナムだけで、下って琉球・シャムが加わる程度にすぎない。
3. 朝貢 - 冊封という手続きは漢代から清末まで常におこなわれており、時代を特徴づける指標にならず、冊封関係があるというだけでは「冊封体制」が存在したとはいえない。

杉山正明も、「冊封体制」というランクづけは「建前論」であり、中華王朝の宮廷のなかだけで通用する、仮想された「天下観」の産物にすぎないと批判している
。